# Maya Sansa
Pour les articles homonymes, voir Sansa (homonymie).
Maya Sansa, née le 25 septembre 1975 à Rome, est une actrice italienne.

## Biographie
Maya Sansa, qui est italienne par sa mère avec laquelle elle a grandi à Rome en Italie et iranienne par son père,, commence sa carrière au théâtre à Rome à dix-huit ans. Elle part, entre 1995 et 1996, suivre des cours de théâtre de Rodney Archer au Covent Garden de Londres et obtient en 1999 un diplôme de la Guildhall School of Music and Drama.
Elle est révélée au cinéma par Marco Bellocchio qui lui donne son premier rôle en 1999 pour La Nourrice et avec lequel elle tournera par la suite. Avec l'actrice Regina Orioli, elle remporte le prix d'interprétation féminine lors du festival du film italien d'Annecy en 2002 pour son rôle dans le film Benzina de Monica Stambrini. C'est principalement son rôle dans Nos meilleures années en 2003 qui la fait connaître du grand public,. Depuis 2005, elle vit à Paris où elle tourne des films et des téléfilms avec quelques réalisateurs français tout en continuant sa carrière en Italie.

## Filmographie

### Cinéma
- 1999 : La Nourrice (La balia) de Marco Bellocchio : Annetta
- 2001 : Gasoline (Benzina) de Monica Stambrini : Stella
- 2001 : Nella terra di nessuno de Gianfranco Giagni : Katia
- 2003 : Nos meilleures années (La meglio gioventù) de Marco Tullio Giordana : Mirella Utano
- 2004 : Buongiorno, notte de Marco Bellocchio : Chiara
- 2004 : Il vestito da sposa de Fiorella Infascelli : Stella
- 2005 : Une romance italienne (L'Amore ritrovato) de Carlo Mazzacurati : Maria
- 2006 : Projet échelon de Giacomo Martelli : Francesca Savelli
- 2008 : Les Femmes de l'ombre de Jean-Paul Salomé : Maria Luzzato
- 2008 : La Troisième Partie du monde d'Éric Forestier : Chiara
- 2008 : Il prossimo tuo d'Anne Riitta Ciccone : Maddalena
- 2009 : Villa Amalia de Benoît Jacquot : Giulia
- 2010 : Le Poing qui tue (Fuori dalle corde) de Fulvio Bernasconi : Anna
- 2010 : L'Homme qui viendra (L'uomo che verra) de Giorgio Diritti : Lena
- 2011 : Le Premier Homme de Gianni Amelio : Catherine Cormery
- 2011 : La pecora nera d'Ascanio Celestini : Marinella
- 2011 : Rendez-vous avec un ange d'Yves Thomas et Sophie de Daruvar : Véra
- 2011 : Voyez comme ils dansent de Claude Miller : Dr Alexandra Smith
- 2012 : Vanità delle vanità de Giorgio Diritti :
- 2012 : Breve storia di lunghi tradimenti de Davide Marengo : Valeria
- 2012 : La Belle Endormie (Bella addormentata) de Marco Bellocchio : Rossa
- 2013 : Alceste à bicyclette de Philippe Le Guay : Francesca
- 2014 : La Belle Vie de Jean Denizot : Elena
- 2014 : Des étoiles de Dyana Gaye : Ada
- 2015 : Storie sospese de Stefano Chiantini : Giovanna
- 2016 : La verità sta in cielo de Roberto Faenza : Maria
- 2016 : Amo la tempesta de Maurizio Losi : Marina
- 2017 : L'Échange des princesses de Marc Dugain : Élisabeth Farnèse
- 2019 : Sœurs d'armes de Caroline Fourest : Mère Soleil
- 2020 : Lasciami andare de Stefano Mordini : Clara Fasani
- 2021 : Security de Peter Chelsom : Claudia
- 2021 : Il paradiso del pavone de Laura Bispuri : Caterina
- 2022 : Azuro de Matthieu Rozé : Gina
- 2022 : Ma nuit d'Antoinette Boulat : Allegra, la doctoresse
- 2022 : Le mie ragazze du carta de Luca Lucini :
- 2022 : Revoir Paris d'Alice Winocour

### Télévision
- 2006 : Sartre, l'âge des passions (téléfilm) de Claude Goretta : Carla
- 2009 : David Copperfield (téléfilm) d'Ambrogio Lo Giudice : Agnes Wickfield
- 2010 : Einstein (téléfilm) de Liliana Cavani : Mileva Einstein
- 2015 : En analyse (In Treatment) (série télévisée), saison 2, épisode 1 de Saverio Costanzo : Irene
- 2015-2018 : Tutto può succedere (série télévisée), saison 1 et 3 : Sara Ferraro
- 2018 : Collateral (mini-série), saison 1, épisodes 3 et 4 : Berna Yalaz
- 2019 : I ragazzi dello Zecchino d'oro (téléfilm) d'Ambrogio Lo Giudice : Ernestina
- 2020 : Io ti cercherò (série télévisée) : Sara
- 2024 : Une amitié dangereuse d'Alain Tasma : Marie de Médicis

## Récompenses et distinctions
- Ruban d'argent de la meilleure actrice en 2004 pour Nos meilleures années.
- Prix d'interprétation féminine lors du festival du film italien d'Annecy en 2002 pour Benzina.
- David di Donatello de la meilleure actrice dans un second rôle 2013 pour La Belle Endormie.